# 자유의 다리
자유의 다리(自由의 다리)는 대한민국 경기도 파주시 문산읍 마정리, 임진각 광장 앞 망배단 뒤편에 놓인 다리이다. 1996년 12월 24일 경기도의 기념물 제162호로 지정되었다.

## 개요
자유의 다리는 파주시 문산읍 마정리 임진각 광장 앞 망배단 뒤편에 놓인 다리로 문산 시가지 북쪽 2km 부근에 있는데 임진강의 남과 북을 잇는 유일한 통로였다. 원래 경의선 철교는 상ㆍ하행 2개의 교량이 있었으나 폭격으로 파괴되어 교각만 남아있던 것을 후에 전쟁 포로들을 통과시키기 위하여 서쪽 교각 위에 철교를 복구했고 그 남쪽 끝에 임시 교량을 가설했다. 예전에는 노상리 쪽 자연 마을의 이름을 따서 독개다리라고 불렸으나 1953년에 공산군의 포로였던 12,773명의 국군과 유엔군이 자유를 찾아 귀환하면서 현재의 이름으로 명명되었다.
자유의 다리는 6개의 경간(徑間)으로 이루어진 목조 평교(平橋)형식으로 길이는 83m, 폭은 4.5~7m, 높이는 8m 내외이다. 순수한 목구조는 아니고 인장력을 많이 받는 부분에 철재를 사용하여 만든 혼합 구조이다. 통나무가 4개씩 4열로 세워진 교각 위에 사각 받침목과 I자형 강(鋼)으로 만 든 철제 보를 우물 정(井)자형으로 짰고, 그 위에 장선(長線)을 놓인 후 나무로 만든 상판을 올려서 마감하였다. 특히 구조적으로 안정을 기하기 위해 수평재와 가새가 많이 사용되었다.
판문점의 '돌아오지 않는 다리'와 함께 6·25 전쟁의 비극을 상징하는 이 다리는 7·4 공동성명 이후 남북회담 대표 들이 지나다닌 길목이 되었다. 자유의 다리는 임시로 가설된 교량이므로 건축적으로 뛰어난 점은 없으나 ‘자유로의 귀환’이라는 상징적 의미를 담고 있다는 점에서 한국전쟁을 대표하는 근대문화유산이라 할 수 있다.

## 사진

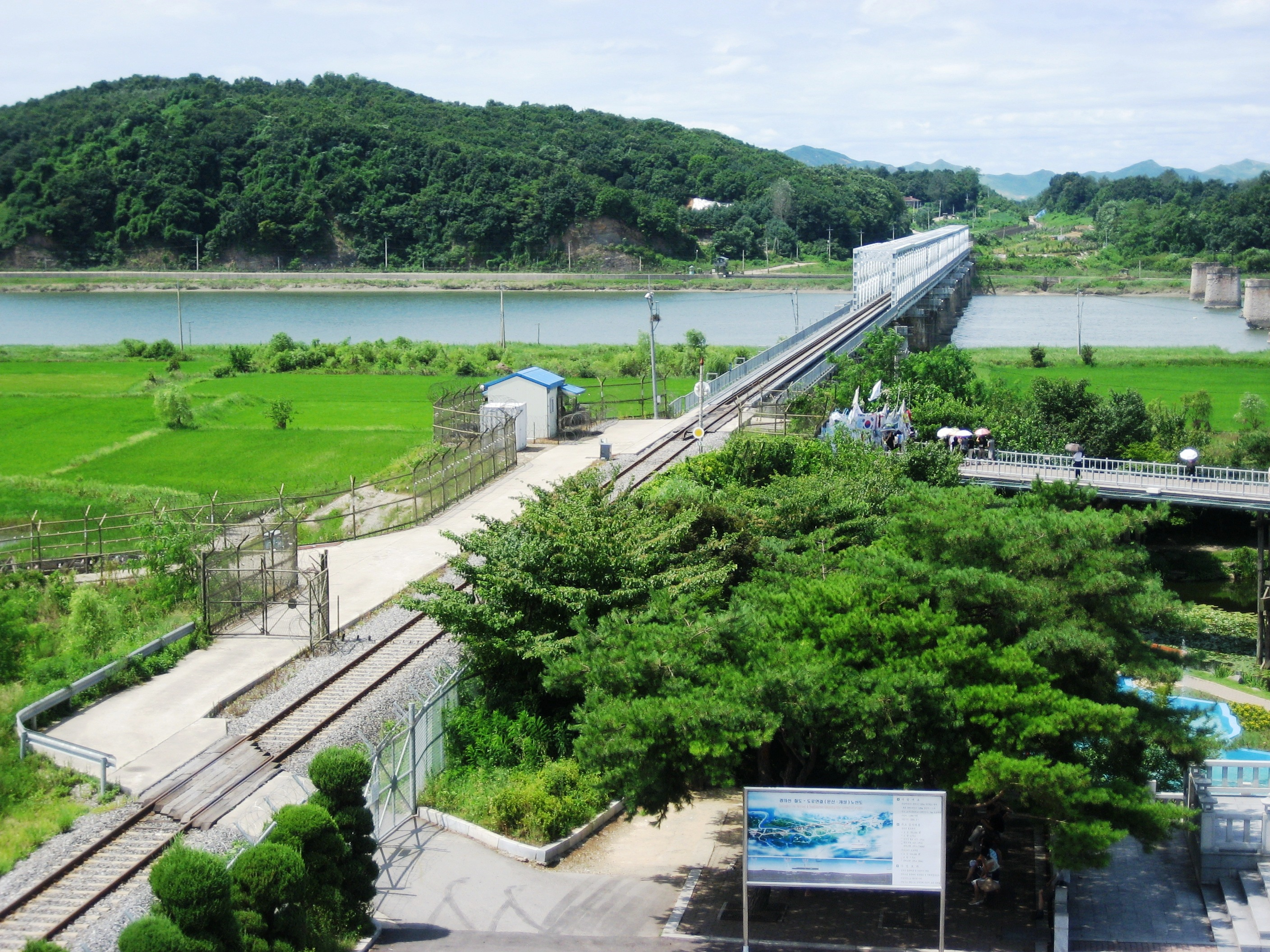
자유의 다리에서 본 임진강철교

## 같이 보기
- 돌아오지 않는 다리

## 참고 문헌
- 자유의다리 - 국가유산청 국가유산포털